# Lundgaard & Tranberg Arkitekter
Lundgaard & Tranberg Arkitekter es un estudio de arquitectura danés con sede en Copenhague.

## Historia
Lundgaard & Tranberg fue fundada en 1985 por Boje Lundgaard y Lene Tranberg. En la década de 1990, el bufete adquirió fama por diseñar centrales térmicas y otras instalaciones técnicas, mientras que no fue hasta mediados de la década de 2000 cuando se hicieron populares gracias al proyecto residencial Charlottehaven de 2004 y, sobre todo, a los diseños premiados y muy celebrados de las residencias de estudiantes Tietgenkollegiet y un nuevo edificio para el Teatro Real Danés. En 2004, justo cuando la empresa estaba en su momento de mayor éxito, Boje Lundgaard se marchó y Lene Tranberg continuó el estudio con un nuevo grupo de socios.

## Proyectos seleccionados
- Museo Trapholt, Kolding (Fase 1: Boje Lundgaard y Bente Aude (1988). Fase 2: Lundgaard & Tranberg Architects (1996))
- Charlottehaven, Copenhague (2004)
- Tietgenkollegiet, Copenhague (2006)
- Kilen, Escuela de Negocios de Copenhague, Copenhague (2007)
- Teatro Real Danés, Copenhague (2008)
- Havneholmen, Copenhague (2009)
- SEB Bank & Pension, Copenhague (2010)
- Museo de Arte de Sorø, Sorø (2011)
- Pier47, Copenhague (2015)
- Jardín de los canguros, Ribe (2016)
- Plaza Ofelia, Copenhague (2016)
- Torres Axel, Copenhague (2017)
- El Museo de la Resistencia Danesa, Copenhague (2020)

## Premios seleccionados
- Premio Europeo RIBA 2006 por Kilen [1]
- Premio Europeo RIBA 2007 por Tietgenkollegiet [2]
- Premio Europeo RIBA 2008 para el Royal Danish Playhouse [1]
- Premio Europeo RIBA 2011 por los apartamentos Havneholmen [3]
- Premio Europeo RIBA 2011 para SEB Bank [3]
- Premio RIBA UE 2013 para el Museo de Arte de Sorø [4]

## Galería

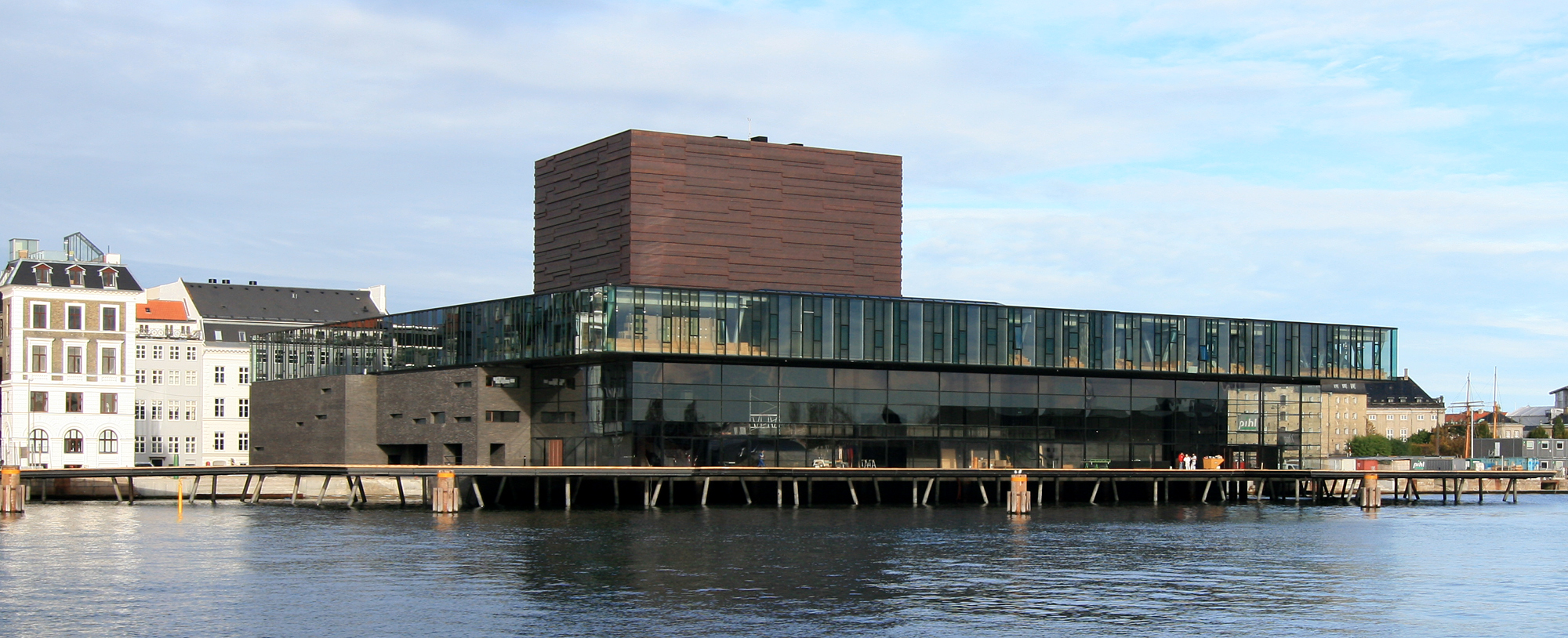
Teatro Real Danés
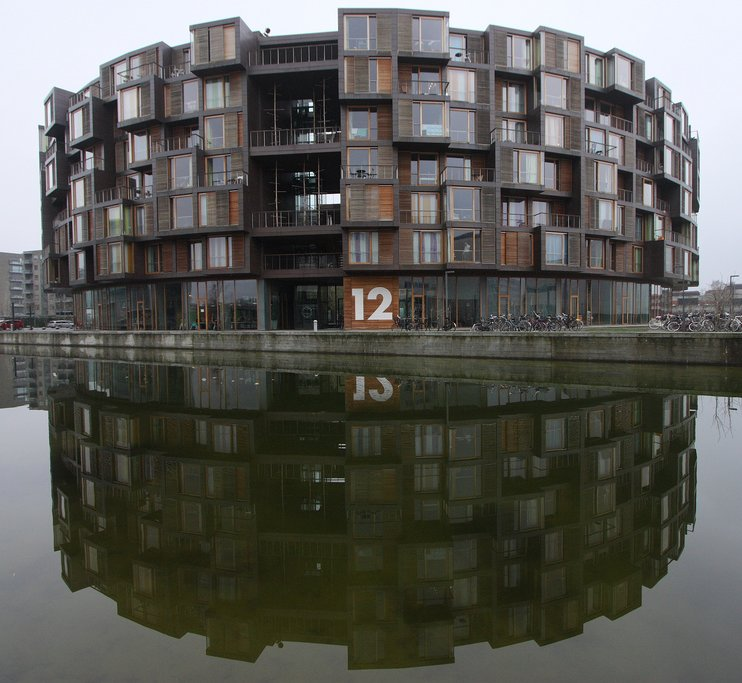
residencias de estudiantes Tietgen
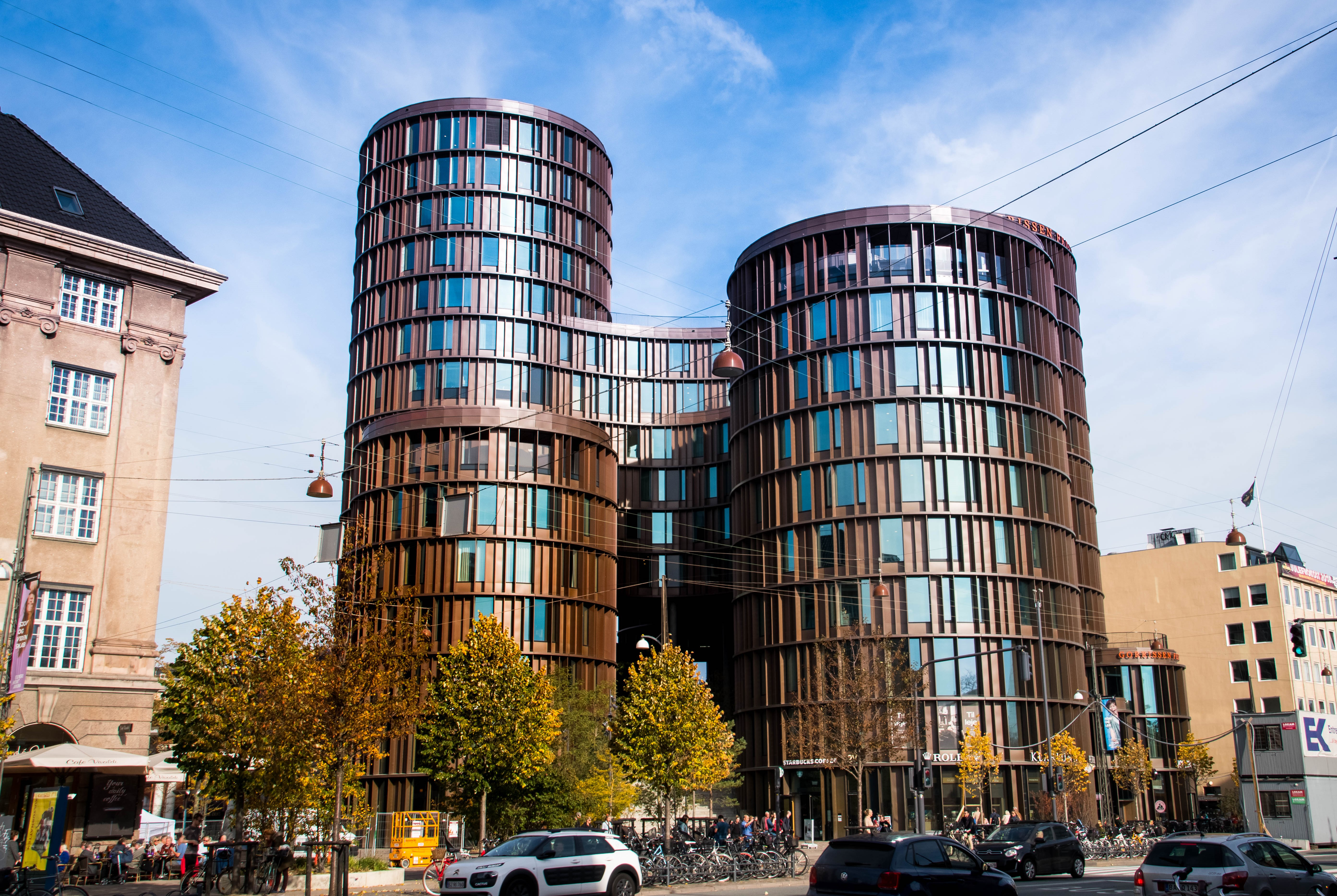
Torres Axel
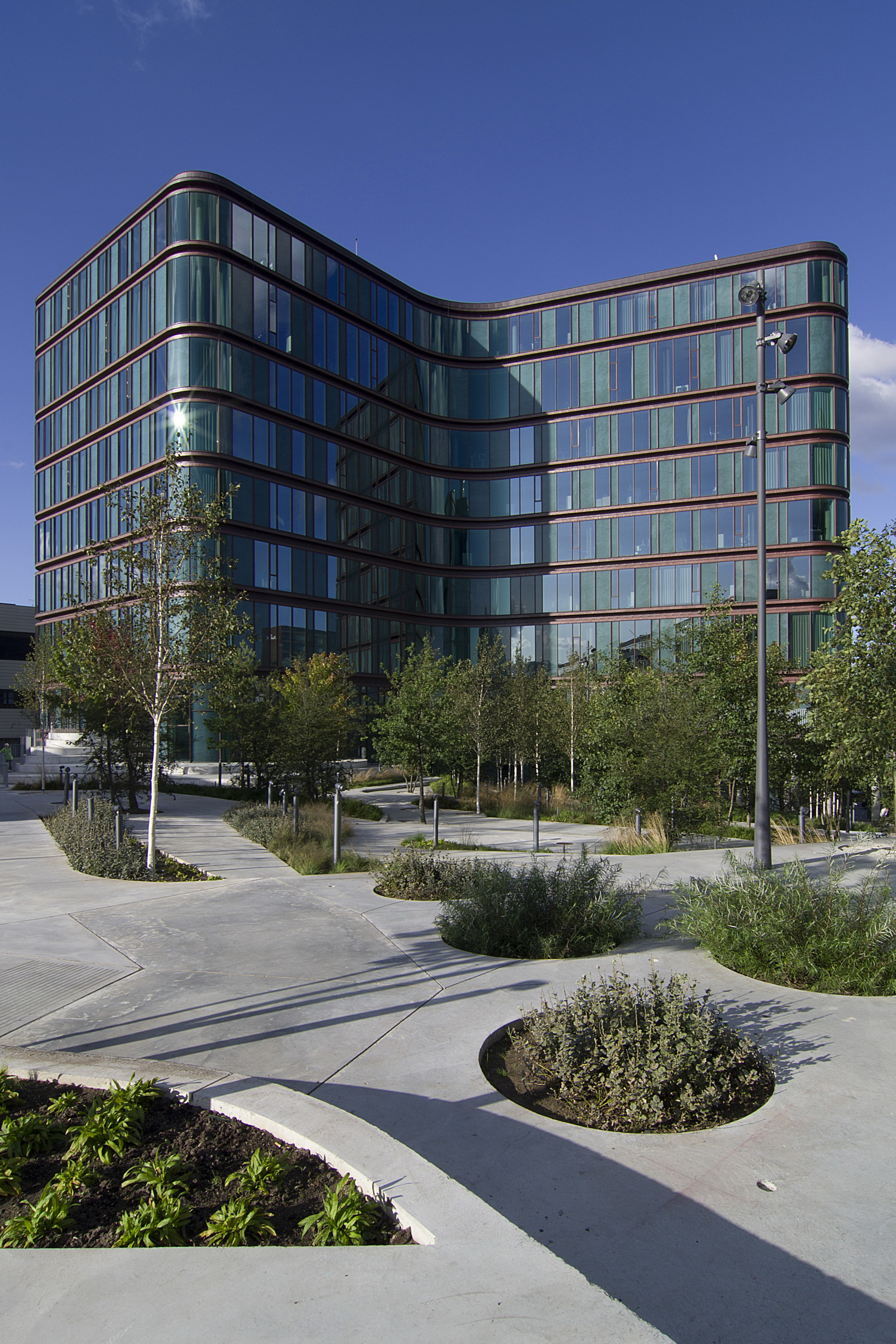
Banco y Pensiones SEB
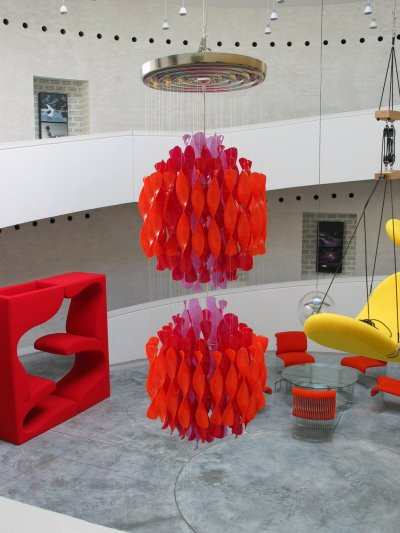
Museo de Arte Trapholt
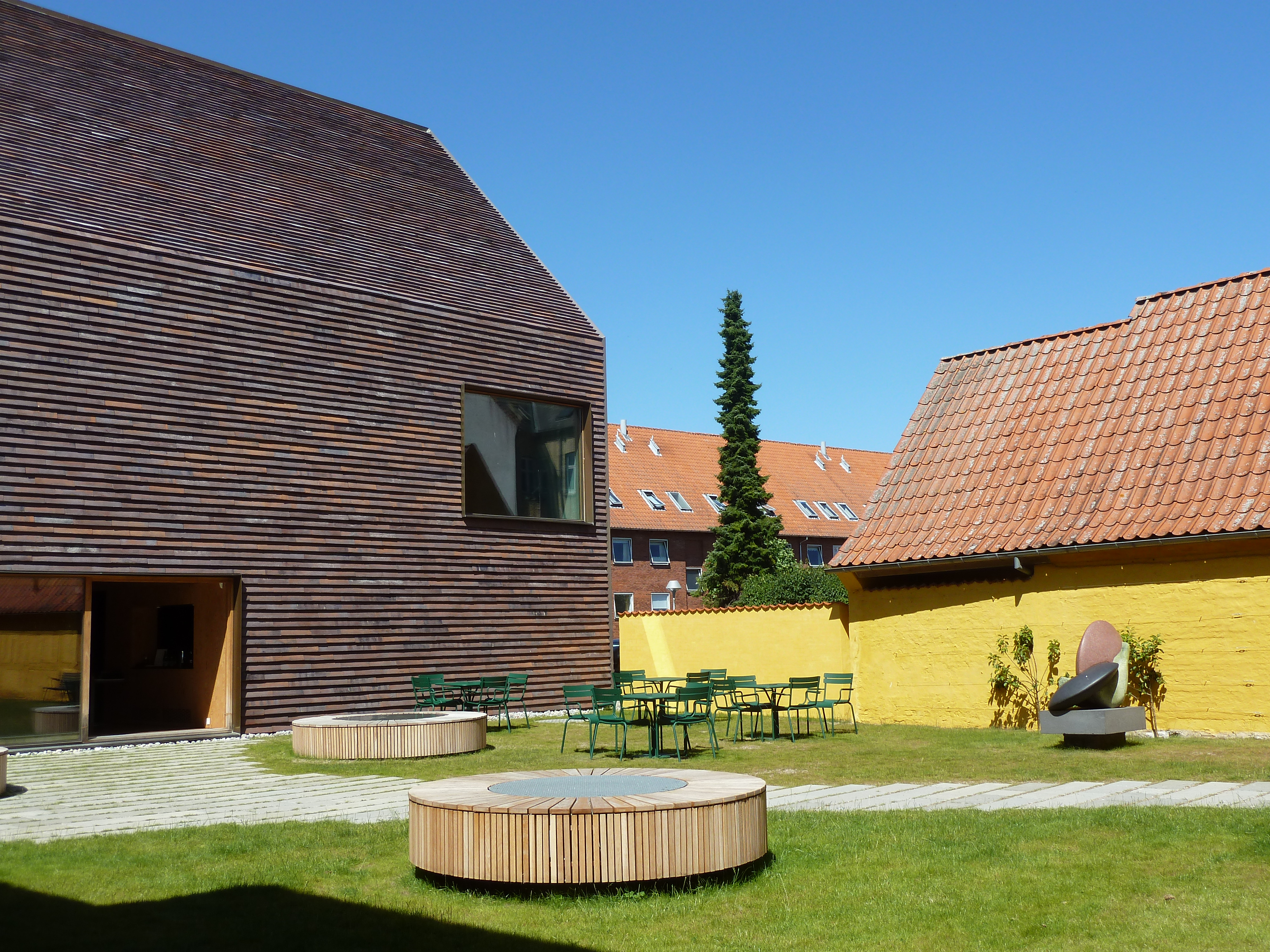
Museo de Arte de Sorø